# Vicecanceller d'Alemanya
El Vizekanzler (Vicecanceller) ha estat tradicionalment la denominació del segon Cap de govern d'Alemanya. Durant el període de 1878 fins a 1918, el nom del càrrec era Allgemeiner Stellvertreter des Reichskanzlers  (Diputat General del Canceller Imperial), actualment és Vizekanzler (Vicecanceller Federal).
Actualment i des del 14 de març de 2018, Olaf Scholz, del SPD ostenta el càrrec.

## Vicecancellers d'Alemanya

### Segon Imperi Alemany (Deutsches Reich) (1871-1919)
Diputats Generals del Canceller Imperial (Allgemeiner Stellvertreter des Reichskanzlers)
| No. (Rep.) | Nom                               | Inici                 | Fi                     | Partit |
| ---------- | --------------------------------- | --------------------- | ---------------------- | ------ |
| 1.         | Graf Otto zu Stolberg-Wernigerode | 1 de juny de 1878     | 20 de juny de 1881     | Cap    |
| 2.         | Karl Heinrich von Boetticher      | 20 de juny de 1881    | 1 de juliol de 1897    | Cap    |
| 3.         | Arthur Graf von Posadowsky-Wehner | 1 de juliol de 1897   | 24 de juny de 1907     | Cap    |
| 4.         | Theobald von Bethmann Hollweg     | 24 de juny de 1907    | 14 de juliol de 1909   | Cap    |
| 5.         | Clemens von Delbrück              | 14 de juliol de 1909  | 22 de maig de 1916     | Cap    |
| 6.         | Karl Helfferich                   | 22 de maig de 1916    | 9 de novembre de 1917  | Cap    |
| 7.         | Friedrich von Payer               | 9 de novembre de 1917 | 10 de novembre de 1918 | FVP    |

### República de Weimar (Weimarer Republik) (1919-1934)
Vicecancellers (Vizekanzler)
| No. (Rep.) | Nom                            | Inici                  | Fi                     | Partit |
| ---------- | ------------------------------ | ---------------------- | ---------------------- | ------ |
| 8. (1.)    | Eugen Schiffer (Primer mandat) | 10 de novembre de 1918 | 19 d'abril de 1919     | DDP    |
| 9. (2.)    | Bernhard Dernburg              | 19 d'abril de 1919     | 20 de juny de 1919     | DDP    |
| 10. (3.)   | Matthias Erzberger             | 20 de juny de 1919     | 3 d'octubre de 1919    | ZP     |
| 11. (4.)   | Eugen Schiffer (Segon mandat)  | 3 d'octubre de 1919    | 27 de març de 1920     | DDP    |
| 12. (5.)   | Erich Koch-Weser               | 27 de març de 1920     | 21 de juny de 1920     | DDP    |
| 13. (6.)   | Rudolf Heinze                  | 21 de juny de 1920     | 4 de maig de 1921      | DVP    |
| 14. (7.)   | Gustav Bauer                   | 4 de maig de 1921      | 14 de novembre de 1922 | SPD    |
| -          | Vacant                         | 14 de novembre de 1922 | 13 d'agost de 1923     | -      |
| 15. (8.)   | Robert Schmidt                 | 13 d'agost de 1923     | 3 de novembre de 1923  | SPD    |
| 16. (9.)   | Karl Jarres                    | 3 de novembre de 1923  | 15 de desembre de 1924 | DVP    |
| -          | Vacant                         | 15 de desembre de 1924 | 28 de gener de 1927    | -      |
| 17. (10.)  | Oskar Hergt                    | 28 de gener de 1927    | 12 de juny de 1928     | DNVP   |
| -          | Vacant                         | 12 de juny de 1928     | 30 de març de 1930     | -      |
| 18. (11.)  | Hermann R. Dietrich            | 30 de març de 1930     | 30 de maig de 1932     | DDP    |
| -          | Vacant                         | 30 de maig de 1932     | 30 de gener de 1933    | -      |

### Alemanya Nazi (Deutsches Drittes Reich) (1933-1945)
Vicecanceller del Reich (Reichsvizekanzler)
| No. (Rep.) | Nom             | Inici               | Fi                 | Partit |
| ---------- | --------------- | ------------------- | ------------------ | ------ |
| 19. (1.)   | Franz von Papen | 30 de gener de 1933 | 7 d'agost de 1934  | Cap    |
| -          | Vacant          | 7 d'agost de 1934   | 23 de maig de 1945 | -      |

### República Federal d'Alemanya (Bundesrepublik Deutschland) (1949-actualitat)
Vicecanceller Federal (Bundeskanzler)
| No. (Rep.) | Nom                                    | Inici                  | Fi                     | Partit |
| ---------- | -------------------------------------- | ---------------------- | ---------------------- | ------ |
| 20. (1.)   | Franz Blücher                          | 20 de setembre de 1949 | 29 d'octubre de 1957   | FDP    |
| 21. (2.)   | Ludwig Erhard                          | 29 d'octubre de 1957   | 15 d'octubre de 1963   | CDU    |
| 22. (3.)   | Erich Mende                            | 15 d'octubre de 1963   | 28 d'octubre de 1966   | FDP    |
| 23. (4.)   | Hans-Christoph Seebohm                 | 28 d'octubre de 1966   | 1 de desembre de 1966  | CDU    |
| 24. (5.)   | Willy Brandt                           | 1 de desembre de 1966  | 21 d'octubre de 1969   | SPD    |
| 25. (6.)   | Walter Scheel                          | 21 d'octubre de 1969   | 16 de maig de 1974     | FDP    |
| 26. (7.)   | Hans-Dietrich Genscher (Primer mandat) | 16 de maig de 1974     | 17 de setembre de 1982 | FDP    |
| 27. (8.)   | Egon Franke                            | 17 de setembre de 1982 | 1 d'octubre de 1982    | SPD    |
| 28. (9.)   | Hans-Dietrich Genscher (Segon mandat)  | 1 d'octubre de 1982    | 18 de maig de 1992     | FDP    |
| 29. (10.)  | Jürgen Möllemann                       | 18 de maig de 1992     | 21 de gener de 1993    | FDP    |
| 30. (11.)  | Klaus Kinkel                           | 21 de gener de 1993    | 26 d'octubre de 1998   | FDP    |
| 31. (12.)  | Joschka Fischer                        | 26 d'octubre de 1998   | 22 de novembre de 2005 | B90/DG |
| 32. (13.)  | Franz Müntefering                      | 22 de novembre de 2005 | 21 de novembre de 2007 | SPD    |
| 33. (14.)  | Frank-Walter Steinmeier                | 21 de novembre de 2007 | 28 d'octubre de 2009   | SPD    |
| 34. (15.)  | Guido Westerwelle                      | 28 d'octubre de 2009   | 16 de maig de 2011     | FDP    |
| 35. (16.)  | Philipp Rösler                         | 16 de maig de 2011     | 17 de desembre de 2013 | FDP    |
| 36. (17.)  | Sigmar Gabriel                         | 17 de desembre de 2013 | 14 de març de 2018     | SPD    |
| 37. (18.)  | Olaf Scholz                            | 14 de març de 2018     | actualitat             | SPD    |